# Boletus subtomentosus
Boletus subtomentosus es un hongo basidiomiceto de la familia Boletaceae, que se habita en climas templados, tanto en bosques de coníferas como en bosques mixtos, donde a menudo crece entre restos de madera, humus y musgos. Puede encontrarse solitario, pero generalmente estas setas se encuentran en grupos. El cuerpo fructífero aflora desde mediados del verano hasta el otoño. El epíteto específico "subtomentosus" significa "ligeramente aterciopelado". Es un hongo comestible, pero de calidad mediocre.

## Morfología
La seta del Boletus subtomentosus tiene un sombrero de entre 3 y 12 centímetros de diámetro, de cutícula aterciopelada, hemisférico, o convexo, y de color amarillento u ocre. Los tubos son largos y adheridos, amarillo intenso al principio que se hacen más verdosos más tarde. Los poros son del mismo color, grandes, y toman un ligero color azulado al presionarlos. El hidróxido de amonio produce una reacción caoba rojiza característica  al entrar en contacto con el sombrerillo, que distingue a esta seta de otras especies similares del género. El pie del cuerpo fructífero mide de 3 a 10 centímetros de largo y de 1 a 2,5 centímetros de ancho, está ensanchado en la parte más cercana al sombrerillo, fibroso, sin retícula y de color blanco, u ocre claro amarillento, con un moteado más oscuro. La carne es blanquecina o amarillenta, de color más marcado en la base del pie. Su sabor es dulce y su olor débil. La esporada es pardoolivácea.